# داستین دایموند
داستین دایموند (انگلیسی: Dustin Diamond؛ زادهٔ ۷ ژانویهٔ ۱۹۷۷ – ۱ فوریهٔ ۲۰۲۱) یک هنرپیشه، و کارگردان اهل ایالات متحده آمریکا بود. وی از سال ۱۹۸۷ میلادی تا سال ۲۰۲۱ مشغول فعالیت بود.